# Viu de Llevata
|  | Aquest article és sobre el poble d'aquest nom. Per a l'antic municipi, vegeu Viu de Llevata (antic municipi). |

Viu de Llevata és un poble de la comarca de l'Alta Ribagorça. Pertany al terme municipal del Pont de Suert. Antigament pertanyia al terme municipal de Viu de Llevata. El 2019 tenia 16 habitants.
Situat a 1.240,4 m d'alçada, al sud de la comarca, és a la vall de Viu, envoltada al nord per les muntanyes que van des del Corronco (2.546 m. alt.) a la Pica Cerví de Durro (2.742) i al sud per la serra de Sant Gervàs (1.887). La seva capçalera és molt ampla, i s'estén des del coll de Sas (1.480) al Pla de Corroncui. És regada pel barranc de Viu, afluent del riuet del Convent. La carretera N-260 passa a tocar mateix del poble, que queda a 10,5 quilòmetres del cap de comarca i de municipi, el Pont de Suert.
És un poble allargassat, prenent com a referència el tossal on hi hagué el castell de Viu de Llevata. Als seus peus hi ha la part central del poble, amb l'església parroquial romànica de Santa Maria de Viu de Llevata. Molt a prop de l'església parroquial hi ha les restes de la capella, també romànica, de Santa Llúcia de Viu de Llevata. Encara, en el mateix poble hi ha la capella en ruïnes de la Mare de Déu del Carme.
A una certa distància hi ha, encara, l'emplaçament de l'antic priorat benedictí, depenent de Lavaix, de Sant Joan de l'Espluga de Viu, de la qual quedaven algunes restes, però que no es té la garantia total que aquelles restes pertanyessin a aquest priorat.
La parròquia de la Mare de Déu dels Àngels de Viu de Llevata pertany al bisbat de Lleida, pel fet d'haver pertangut, a l'edat mitjana, al bisbat de Roda de Ribagorça. Format part de la unitat pastoral 24 de l'arxiprestat de la Ribagorça, i és regida pel rector del Pont de Suert.

## Etimologia
Segons Joan Coromines (op. cit.), la primera part d'aquest topònim ve del llatí Castrum Vivitianum. La segona, de la forma preromana llatinitzada glebata, referida als prats de muntanya que existeixen en aquest lloc.

## Història

### Edat mitjana
Fins al 1831, any d'extinció dels senyorius, Viu de Llevata pertangué als barons, després comtes, d'Erill, que compartien la possessió amb el bisbe de Lleida.
Es tenen notícies tant del lloc com del castell des del segle x. Però l'abandó de l'hàbitat primitiu i el reagrupament feudal en petits nuclis a mitjan segle xi podrien explicar la fundació de l'església. D'altra banda, cap al 1030 el castell de Viu reunia les condicions necessàries per a la creació d'una parròquia, malgrat la competència del monestir de Lavaix. La concòrdia entre els comtes de Pallars Sobirà i de Pallars Jussà, assolida el 1072, va motivar que el castell de Viu, encara que pertanyés al comte de Pallars Sobirà, fos lliurat al cavaller Bertan Astó de Montanya. A partir d'aquest moment els senyors de Montanya serien els impulsors i promotors de l'església de Viu de Llevata. L'església del poble és dedicada a Santa Maria, església d'una sola nau coberta amb volta de canó i capçada a l'est per un absis semicircular. Als murs laterals, hi ha la porta d'entrada, amb una decoració excel·lent i a dalt de tot de la paret, està decorada amb arcuacions cegues. El campanar és quadrat, amb una finestra a cada cara. L'església és datada al segle xii.

### Edat contemporània
Pascual Madoz parla de Viu de Llebata en el seu Diccionario geográfico... del 1849.Descriu el poble dient que està situat en un turó, ventilat per tots costats, i envoltat per un barranc que baixa del sud i forma una figura de C deixant el poble en el centre. Constava de 25 cases i dues més de separades a mig quart d'hora: la de Nalet i el molí. Tenia escola de primeres lletres, pagada per repartiment entre diversos pobles. L'església parroquial era dedicada a l'Assumpció de la Mare de Déu, i en depenia la d'Adons. Tenia rector i dos capellans beneficiats de patronat particular. El cementiri era dins de la població, i a poca distància hi havia una font no gaire abundant. Comprenia, a més, quatre masies disseminades.
El terreny és muntanyós, àrid i trencat, i té un bosc amb freixes, faigs i boixos. També tenia pedreres de calç i mines de guix. S'hi produïa mestall, sègol, patates i llegums, i s'hi criaven moltes ovelles, vaques i porcs. També tenia un molí fariner. La població era de 8 veïns (caps de família) i 71 ànimes (habitants).

## Llocs d'interès
- Església de Santa Maria de Viu de Llevata
- Restes de Santa Llúcia de Viu de Llevata
- Restes del Castell de Viu de Llevata

## Geografia

### Climatologia
Viu té un clima mediterrani prepirinenc. La seva localització, al vessant sud dels Pirineus, fa que tingui una marcada influència mediterrània. Això comporta certa irregularitat de les precipitacions i força hores de sol, comparant-ho amb la resta de la serralada.
Malgrat aquestes característiques, no es pot considerar un clima sec. La precipitació mitjana anual és de 970 mm (del període 2011-2018) i, a excepció del desembre, en tots els mesos hi precipita més de 50 mm. El nombre de dies anuals de precipitació és de 115.
El règim pluviomètric és PETH, l'estació més plujosa és la primavera, seguida de l'estiu, la tardor i l'hivern.
Tot i la seva notable altitud, no es pot considerar un poble gaire nivós. Això és degut al fet que queda força a recer dels típics fronts atlàntics hivernals i al fet que, en estar orientat al sud, és molt solà. A més a més, la seva localització elevada, al capdamunt d'un turó, no el beneficia de les inversions tèrmiques hivernals per a tal de retenir la neu. Al cap de l'any hi neva, de mitjana, uns 16 dies, que es reparteixen d'octubre a maig.

Durant els mesos estivals, són recurrents les tempestes.
Precipitació mitjana mensual a Viu de Llevata (mm), període 2011-2018.

### Hidrologia
Envoltant el poble, per l'est, el nord i l'oest, hi trobem el barranc de Viu. Aquest drena l'aigua rebuda dels barrancs d'Adons, Sallent, Torrents i Llongues. Aigües avall, conflueix amb els barrancs de Massivert i de Malpàs, conformant el riuet del Convent, que desemboca a la Noguera Ribagorçana a l'alçada del pantà d'Escales. El riuet del Convent és un riu perenne, ja que porta aigua tot l'any, la primavera és l'estació és en la qual és més cabalós.
El terreny calcari en el qual s'assenta el terme facilita la surgència de diverses fonts (d'Espinau, de Salanca, Freda, de Comalabedre, d'Allà, etc.).
A l'est de Viu (a uns 15 minuts del poble, a peu), a l'aiguabarreig entre els barrancs d'Adons i de Sallent, hi trobem les ruïnes d'un antic molí. Aquest aprofitava la força de l'aigua per a moldre gra i generar electricitat. El barranc de Viu és un dels més concorreguts per barranquistes del Pirineu lleidatà.

### Vegetació
A partir de mitjan del segle xx, a Catalunya hi ha el fenomen de l'èxode rural. A Viu, a part d'un descens demogràfic, va causar un canvi en els usos del sòl, com l'abandonament dels cultius i les pastures i la reocupació d'aquests pel bosc. A més a més, hi va haver una important repoblació de pi roig duta a terme per l'home (subvencionada per l'Administració pública).
Actualment, els arbres dominants són el pi roig, els roures, l'alzina, el boix i el faig. També hi ha freixe de fulla gran, trèmol, auró blanc i pinyoner, entre d'altres. Aquesta selecció d'arbres ens recorda el clima mediterrani de la zona (roures, alzines i boixos) i la lleugera influència atlàntica que comporta estar al nord de Catalunya (faig).
A final del segle passat, la grafiosi, una malaltia causada per un fong anomenat Ceratocystis ulmis, va exterminar quasi la totalitat dels oms de Catalunya, inclosos els de Viu.
En un pati particular a l'interior del poble hi ha un noguer catalogat en el Registre d'arbres d'interès comarcal de l'Alta Ribagorça. Aquest individu te 111 anys (al 2019), 15 metres d'alçada i 75cm de diàmetre.
A principi de març del 2012, un incendi va calcinar 214 ha del bosc de Viu. El foc va cremar, sobretot, pi roig i, en menor mesura, roure i faig. L'incendi s'originà després de curtcircuitar cables de la línia elèctrica, tombats pel fort vent, sobre la vegetació seca.

### Fauna
La baixa densitat poblacional i les poques activitats econòmiques que hi ha al Pirineu lleidatà, permeten la coexistència de nombroses espècies. A Viu és comuna la presència de mamífers (com el senglar, la guineu, l'esquirol, el cabirol, el teixó i diversos mustèlids), de rapinyaires (com el milà reial, el trencalòs, el voltor comú, el xot i el gamarús) i d'altres aus (com la perdiu, el picot verd i la puput).